# Gasosaurus
Gasosaurus („plynný ještěr“), byl středně velký teropodní dinosaurus. Žil přibližně před 168 až 161 milióny let v období střední jury na území dnešní Číny (provincie S’-čchuan, proslulé naleziště Dašanpu). Pojmenován byl podle jisté naftařské společnosti, jejíž pracovníci jako první odkryli lom s fosiliemi těchto dinosaurů.

## Popis a systematika
Gasosaurus byl po dvou chodící masožravec dlouhý přibližně 3,5 až 4 metry a vážící kolem 150–400 kg. Znám je pouze jeden druh, G. constructus, popsaný v roce 1985. O tomto teropodovi zatím není mnoho známo, což je dáno také malým počtem dochovaných zkamenělin. Jisté je jen tolik, že jde o jednoho z prvních nepochybných zástupců skupiny Tetanurae.
Je možné, že stejným zvířetem je ve skutečnosti také mírně větší teropod Kaijiangosaurus lini, formálně popsaný o rok dříve ze stejného souvrství.
Gasosaurus constructus je v současné době považován za nejbazálnějšího (vývojově nejprimitivnějšího) zástupce kladu Avetheropoda.